# 佐佐木陸
佐佐木 陸（ささき りく、1990年 - ）は、日本の小説家。埼玉県生まれ、東京都在住。日本大学芸術学部文芸学科卒業。

## 経歴
2014年、大学の卒業制作で初めてある程度の長さの小説を書き、投稿した太宰治賞の最終候補に選ばれる。
2023年、「解答者は走ってください」で第60回文藝賞優秀作を受賞しデビュー。

## 作品リスト

### 単行本
- 『解答者は走ってください』（河出書房新社、2023年11月）
  - 初出:『文藝』2023年冬季号

### アンソロジー収録
- 「コンクリー」 - 『ベスト・エッセイ2025』（日本文藝家協会編、光村図書出版、2025年8月）
  - 初出:『ちくま』2024年10月号

### 単行本未収録作品
小説
- 「あたらしい奴隷」[4] - 『太宰治賞2015』
- 「ネーム・ユア・トラックス」[5] - 『太宰治賞2019』
- 「悲しくて目が回る」 - 『ちくま』2025年1月号
- 「ごみのはての」 - 『文藝』2025年秋季号

エッセイ
- 「敗者と審判」- 『文學界』2024年1月号
- 「神殿を建てるのに理由はいらない」 - 『群像』2024年3月号
- 「僕が墓石を売っていた頃」 - 『ちくま』2024年8月号 - 10月号